# Ngôi làng tiền sử
Ngôi làng tiền sử (tên gốc tiếng Anh: Early Man) là một bộ phim điện ảnh hoạt hình tĩnh vật Anh thuộc thể loại thể thao tiền sử hài hước ra mắt năm 2018 do Nick Park làm đạo diễn và đồng sản xuất. Kịch bản do Mark Burton và James Higginson chắp bút, với sự tham gia lồng tiếng của các diễn viên chính Eddie Redmayne, Tom Hiddleston, Maisie Williams và Timothy Spall. Bộ phim có nội dung xoay quanh câu chuyện về các cư dân bộ lạc tiền sử Đồ Đá trong công cuộc bảo vệ ngôi làng của mình khỏi quân xâm lược Đồ Đồng bằng một trận đấu bóng đá.
Ngôi làng tiền sử được sản xuất bởi hai hãng phim Aardman Animations và BFI và được ra mắt vào ngày 26 tháng 1 năm 2018 tại Vương quốc Anh, và tại Mỹ và Việt Nam vào ngày 16 tháng 2 năm 2018. Phim nhận được nhiều bình luận tích cực từ giới chuyên môn, nhưng lại gặp thất bại về doanh thu khi chỉ thu về 53,4 triệu USD so với mức kinh phí 50 triệu USD.

## Nội dung
Một thiên thạch rơi xuống Trái Đất thời tiền sử, gây nên sự tuyệt chủng của loài khủng long, nhưng những người tối cổ trong một thung lũng thì vẫn sống sót. Sau khi thấy khối thiên thạch hình tròn quá nóng để có thể cầm được, những người tối cổ bắt đầu đá nó vòng quanh, nhờ đó trò chơi đá bóng ra đời.
Một vài thế kỷ sau, trong thời đại Đồ Đá, một người tối cổ trẻ tên là Dug sinh sống tại một thung lũng cùng với tù trưởng Bobnar và nhiều tối cổ khác, tựu chung lại gọi là tộc Đồ đá. Một ngày, Dug gợi ý tù trưởng Bobnar rằng họ nên thử đi săn voi ma mút thay vì cứ tiếp tục săn thỏ như trước, nhưng ý kiến này lại bị Bobnar gạt đi. Sau đó, một đội quân voi chiến thời Đồ Đồng do lãnh chúa Nooth cầm đầu đã tới quét sạch bộ lạc và đuổi họ ra khỏi thung lũng về vùng núi lửa, tuyên bố rằng thời đại Đồ Đá đã kết thúc. Dug cố gắng tấn công kẻ địch, nhưng lại ngã nhầm vào một xe đẩy, và cậu bị đưa tới thành phố của Nooth. Tại đây, cậu đã gặp một cô gái trẻ đến từ thành phố ấy, có tên là Goona. Bằng quyết tâm của mình, cậu và Goona cùng nỗ lực thống nhất các cư dân tộc Đồ đá lại, bằng mọi giá phải bảo vệ quê hương của mình trước sự xâm lăng của lãnh chúa. Cuối cùng, bằng một trận cầu bóng đá đầy kịch tính, lãnh chúa Nooth cuối cùng phải ở tù làm việc khổ sai để trả giá với những tội ác mà hắn gây ra, còn Dug và tộc Đồ đá đã trở lại cuộc sống bình yên với quê hương của mình, cùng với thành viên mới Goona mà sau này cả Dug và Goona đều yêu nhau. 

## Diễn viên
- Eddie Redmayne vai Dug[5][6]
- Tom Hiddleston vai Lãnh chúa Nooth[7]
- Maisie Williams vai Goona[8]
- Timothy Spall vai Tù trưởng Bobnar[6]
- Miriam Margolyes vai Nữ hoàng Oofeefa[6]
- Kayvan Novak vai Dino[6]
- Rob Brydon vai Brian và Bryan[6]
- Richard Ayoade vai Treebor[6]
- Selina Griffiths vai Magma[6]
- Johnny Vegas vai Asbo[6]
- Mark Williams vai Barry[6]
- Gina Yashere vai Gravelle[6]
- Richard Webber vai Grubup
- Simon Greenall vai Eemak[6]
- Nick Park vai Hognob[9]

## Sản xuất
Giống như các phim hoạt hình tĩnh vật khác mà hãng Aardman sản xuất, các nhân vật trong Ngôi làng tiền sử đều được phát triển theo thời gian cùng với dàn diễn viên lồng tiếng nhằm xác định cách mà các nhân vật này nhìn, nói và di chuyển. Các kết quả được giao lại cho 35 nghệ sĩ khiển rối thực hiện nhân cách hóa từng nhân vật. Aardman tiến hành quay phim cho tác phẩm từ tháng 5 năm 2016 đến tháng 10 năm 2017.

### Nhạc phim
Album nhạc phim của bộ phim, Early Man (Original Motion Picture Soundtrack), được phát hành bởi hãng Lionsgate vào ngày 26 tháng 1 năm 2018, cùng ngày công chiếu của bộ phim tại Anh. Phần nhạc nền phim được thực hiện bởi Tom Howe and Harry Gregson-Williams. Ngoài ra album còn có sự góp mặt của hai ban nhạc The Vamps và New Hope Club.

## Phát hành
Ngôi làng tiền sử được công chiếu tại Vương quốc Anh vào ngày 26 tháng 1 năm 2018 bởi hãng StudioCanal. StudioCanal cũng tham gia phân phối bộ phim này tại Pháp, Đức, Úc và New Zealand. Tại Mỹ, phim được công chiếu từ ngày 16 tháng 2 năm 2018 bởi hãng Lionsgate, thông qua nhãn hiệu Summit Entertainment. Tại Việt Nam, phim cũng được công chiếu vào ngày 16 tháng 2 năm 2018.

### Quảng bá
Ngày 21 tháng 9 năm 2017, một cuộc thi được phát động trên chương trình truyền hình Blue Peter của kênh CBBC, với nội dung là thiết kế một nhân vật tiền sử lấy cảm hứng từ phim Ngôi làng tiền sử, và người chiến thắng sẽ có cơ hội được hãng Aardman biến nhân vật của họ thành hiện thực, và nhận được vé mời tham dự buổi ra mắt phim. Cuộc thi kết thúc vào ngày 12 tháng 10 năm 2017, và tên những người đạt giải được công bố vào tháng 1 năm 2018. Trailer teaser được đăng tải vào ngày 16 tháng 3 năm 2017, và trailer đầu tiên của phim được ra mắt vào ngày 7 tháng 9.

## Đánh giá chuyên môn
Trên hệ thống tổng hợp kết quả đánh giá Rotten Tomatoes, phim nhận được 81% lượng đồng thuận dựa theo 144 bài đánh giá, với điểm trung bình là 6,7/10. Các chuyên gia của trang web nhất trí rằng, "Ngôi làng tiền sử có thể không phải là tác phẩm xuất sắc nhất của hãng Aardman, nhưng nó vẫn giữ vững được những hình ảnh độc nhất và sự hài hước ngọt ngào vốn đã giúp xưởng phim trở thành niềm yêu thích của những người hâm hộ phim hoạt hình." Trên trang Metacritic, phần phim đạt số điểm 68 trên 100, dựa trên 39 nhận xét, chủ yếu là những lời khen ngợi. Lượt bình chọn của khán giả trên trang thống kê CinemaScore cho phần phim điểm "B" trên thang từ A+ đến F.